# 비틀림 텐서
미분기하학에서 비틀림 텐서(영어: torsion tensor)는 주다발의 코쥘 접속이 레비치비타 접속에서 얼마나 벗어나는지를 측정하는, (1,2)차 텐서장이다.

## 정의
다음이 주어졌다고 하자.
- 매끄러운 다양체 {\displaystyle M}
- {\displaystyle M}의 주다발 {\displaystyle \mathrm {T} M} 위의 코쥘 접속 {\displaystyle \nabla }

그렇다면, {\displaystyle \nabla }의 비틀림 텐서는 다음과 같은 (1,2)-텐서장 ({\displaystyle \mathrm {T} M}값 이차 형식)
{\displaystyle T\in \operatorname {\Gamma } (\mathrm {T} M\otimes \mathrm {T} ^{*}M\otimes \mathrm {T} ^{*}M)}
이다.
{\displaystyle T(X,Y)=\nabla _{X}Y-\nabla _{Y}X-[X,Y]\qquad (X,Y\in \Gamma (\mathrm {T} M))}
여기서
- {\displaystyle [X,Y]}는 리 미분이다.

성분으로 적으면 다음과 같다. 우선, 코쥘 접속의 성분이
{\displaystyle (\nabla _{\mu }X)^{\nu }=\partial _{\mu }X^{\nu }+\Gamma _{\mu \rho }^{\nu }X^{\rho }}
라고 하자. 또한, 국소적으로 (홀로노믹) 좌표를 잡자. 그렇다면,
{\displaystyle T(X,Y)^{\nu }=T^{\nu }{}_{\mu \rho }X^{\mu }Y^{\rho }}
{\displaystyle T^{\nu }{}_{\mu \rho }=\Gamma _{\mu \rho }^{\nu }-\Gamma _{\rho \mu }^{\nu }=2\Gamma _{[\mu \rho ]}^{\nu }}
이다.
보다 일반적으로, 임의의 필바인
{\displaystyle e_{1}^{\mu }\,\dotsc ,e_{n}^{\mu }\in \Gamma (\mathrm {T} M)}
을 잡자. 그렇다면, 다음을 정의할 수 있다.
{\displaystyle [e_{a},e_{b}]^{\mu }=\gamma _{ab}^{c}e_{c}^{\mu }}
{\displaystyle e_{a}^{\mu }(\nabla _{\mu }e^{b})_{\nu }=\omega ^{b}{}_{ac}e_{\nu }^{c}}
여기서 {\displaystyle \omega }는 스핀 접속이다.
그렇다면, 이 기저에서 비틀림 텐서는 다음과 같다.
{\displaystyle T^{c}{}_{ab}=\omega _{ab}^{c}-\omega _{ba}^{c}-\gamma _{ab}^{c}}

## 성질
비틀림 텐서는 (1,2)차 텐서장이며, 그 두 개의 아래 지표는 서로 반대칭이다. 즉, {\displaystyle \mathrm {T} M}값의 2차 미분 형식을 이룬다.
{\displaystyle T^{i}{}_{jk}=-T^{i}{}_{kj}}
즉, {\displaystyle n}차원의 다양체에서 그 성분은 총 {\displaystyle n\times n\times (n-1)/2}개이다. 특히, 1차원 이하의 경우 비틀림 텐서는 항상 0이다. (2차원 이상의 경우 비틀림이 ≠0일 수 있다.)

### 비안키 항등식
아핀 다양체 {\displaystyle (M,\nabla )}의 리만 곡률
{\displaystyle R(X,Y)Z=[\nabla _{X},\nabla _{Y}]Z-\nabla _{[X,Y]}Z}
을 생각하자. 그렇다면, 다음과 같은 두 비안키 항등식(Bianchi恒等式, 영어: Bianchi identity)이 성립한다.
{\displaystyle \operatorname {Cyc} _{X,Y,Z}\left[R(X,Y)Z-T(T(X,Y),Z)-(\nabla _{X}T)(Y,Z)\right]=0}
{\displaystyle \operatorname {Cyc} _{X,Y,Z}\left[(\nabla _{X}R)(Y,Z)+R(T(X,Y),Z)\right]=0}
여기서
{\displaystyle \operatorname {Cyc} _{X,Y,Z}[X\dotso Y\dotso Z]=X\dotso Y\dotso Z+Y\dotso Z\dotso X+Z\dotso X\dotso Y}
는 {\displaystyle (X,Y,Z)}를 순환에 따라 치환한 합을 뜻한다.

## 예
준 리만 다양체 {\displaystyle (M,g)}의 레비치비타 접속의 비틀림은 0이다.

## 같이 보기
- 리만 곡률 텐서
- 레비치비타 접속